# Monte Armidda
Il monte Armidda (''armidda'' termine sardo col quale si indica la pianta del timo), è un rilievo montuoso dell'Ogliastra, centro-est della Sardegna, situato all'interno dei confini comunali di lanusei, facenti parte odiernamente della provincia di Nuoro.
La sua altezza massima raggiunge i 1270 metri dal livello del mare e sulle sue vette ospita l'importante osservatorio astronomico Ferdinando Caliumi ed il Radar Meteorologico "Monte Armidda"  (1261 m s.l.m.) del Dipartimento Nazionale della Protezione Civile.